# رودريغو خوسيه رودريغوس
رودريغو خوسيه رودريغوس هو سياسي برتغالي، ولد في 26 يوليو 1879 في Celorico de Basto ‏ في البرتغال، وتوفي في 18 يناير 1963.